# Lawrence County (Mississippi)
Lawrence County is een county in de Amerikaanse staat Mississippi.
De county heeft een landoppervlakte van 1.115 km² en telt 13.258 inwoners (volkstelling 2000). De hoofdplaats is Monticello.

## Bevolkingsontwikkeling

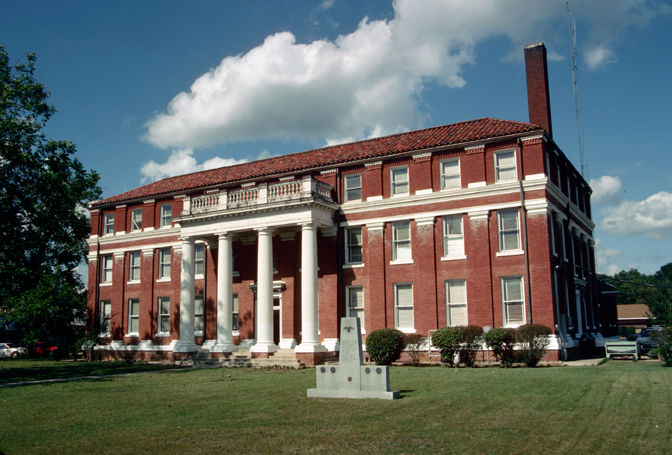
Lawrence County Courthouse